# قدرة (فيزياء)
تعرف القدرة أو الاستطاعة بأنّها معدل بذل الشغل وتساوي كمية الطاقة المستهلكة خلال وحدة الزمن.

تقاس القدرة تبعا لنظام القياس العالمي بوحدة الوات watt (جول/ثانية) نسبة إلي العالم جيمس وات مخترع المحرك البخاري في القرن الثامن عشر وتعتبر كمية قياسية(عددية).

تتطلب القدرة حدوث تغير لوسط فيزيائي بالنسبة للزمن علي عكس الشغل الذي يساوي مقدار التغير الكلي في حالة الوسط الفيزيائي دون أخذ الزمن في الاعتبار.و للتوضيح نفرض أن شخصا يحمل وزن معين ويصعد به سلالم واخر يحمل نفس الوزن ويجري به يكون الشغل المبذول في الحالتين متساوي بينما القدرة أكبر في الحالة الثانية(الجري) حيث يتم بذل نفس الشغل في زمن أقل مما يحتاج لإستهلاك معدل طاقة أكبر بالنسبة لوحدة الزمن.

## وحدات قياس القدرة
"مقياس"؛ (بالإنجليزية: Dimension) مقياس القدرة: يساوي الطاقة(Ee)/الزمن(t). وحدة القياس العالمية للقدرة هي الواط وتكافئ جول/ثانية وهي الوحدة الشائعة الاستخدام ، ويوجد وحدات أخرى مثل إرج/ثانية،
الحصان، يعرف الحصان ب رطل_قدم/دقيقة. ويكافئ 1 حصان 33.000 رطل_قدم/دقيقة ، أو القدرة اللازمة لرفع 550 رطلا لارتفاع 1 قدم في مدة زمنية قدرها 1 ثانية ؛ ويكافئ أيضا 746 وات.

قدرة 1 حصان المترية metric horsepower :هي القدرة اللازمة لرفع 75 كيلوجرام لارتفاع 1 متر في 1 ثانية.

## القدرة المتوسطة
عند حرق 1 كجم من الفحم فإنه يعطي كمية طاقة أكبر من التي يعطيها 1 كجم من المادة المتفجرة TNT ولكن التفاعلات في TNT تتم بسرعة أي أن إنتاج الطاقة يحدث بسرعة بالنسبة للزمن.

لو فرضنا أن ΔW هي كمية الشغل المبذول خلال فترة زمنية Δt فإن القدرة المتوسطة [بالإنجليزية: Average power] ويرمز لها Pavg يمكن حسابها من العلاقة التالية: Pavg=ΔW/Δt

وتعرف بانها كمية الشغل المتوسطة أو الطاقة المحولة لكل وحدة زمن. يطلق علي القدرة المتوسطة شيوعا القدرة.

## القدرة اللحظية
القدرة اللحظية؛ [بالإنجليزية:The instantaneous power] وهي القيمة الحدية للقدرة المتوسطة عندما تقل الفترة الزمنية حتي تقترب من الصفر

{\displaystyle P=\lim _{\Delta t\to 0}P_{avg}=\lim _{\Delta t\to 0}{\frac {\Delta W}{\Delta t}}={\frac {dW}{dt}}}
في حالة أن تكون القدرة ثابتة فإن الشغل w يساوي حاصل مضروب القدرةP والزمن T

W=PT

## القدرة الميكانيكية
في الميكانيكا، القدرة يعبر عنها بالعلاقة:
{\displaystyle P(t)=\mathbf {F} (t)\cdot v(t)}
كما يمكن في التحريك الدوراني التعبير عنها بالعلاقة
Ρ = Γ. ω

## القدرة الكهربائية
القدرة الكهربائية تمثل المعدل الزمني لتدفق الطاقة الكهربائية في دائرة كهربائية. يعبر عنها بالعلاقة:
{\displaystyle P=V\cdot I}
وباستخدام قانون أوم {\displaystyle I={\frac {V}{R}}} نحصل على:
{\displaystyle P={\frac {V^{2}}{R}}=I^{2}\cdot R}